# Nu tändas tusen juleljus (album)
Nu tändas tusen juleljus (Ora si accendono mille luci di Natale) è un album natalizio in svedese, registrato nel 1980 dalla cantante pop degli ABBA Agnetha Fältskog e la sua figlia Linda Ulvaeus, all'epoca di sette anni.
L'album fu co-prodotto dalla cantante ex-ABBA e da Michael B. Tretow, e fu registrato negli studi della casa discografica Polar con gli stessi musicisti che hanno preso parte alle registrazioni del periodo degli ABBA. L'album fu registrato nel novembre 1980, ma poiché non era stato completato entro il Natale di quell'anno, fu pubblicato solo nell'ottobre del 1981. Nu tändas tusen juleljus, che è il primo album in svedese di Agnetha Fältskog per la Polar Music dopo aver lasciato la Cupol, raggiunse la sesta posizione nella classifica svedese nel gennaio 1982, ed è stato pubblicato nuovamente su compact disc negli anni novanta  e negli anni 2000 dalla Polar Music/PolyGram/Universal Music, risultando uno degli album di Natale svedesi più venduti di sempre. Il titolo dell'album è preso dal nome di uno dei più celebri canti natalizi svedesi.

## Lista tracce
Lato A:
1. Nej, se det snöar (No, guarda, nevica) (Felix Körling) - 0:56
2. Bjällerklang (versione in svedese di Jingle Bells) (Trad.-arr. Lars O. Carlsson) - 2:34 1
3. Nu tändas tusen juleljus (Ora si accendono mille luci di Natale) (Trad.-arr. Lars O. Carlsson) - 2:40 3
4. Två små röda luvor (Due piccoli cappelli rossi) (Trad.-arr. Lars O. Carlsson) - 2:47 2
5. Nu står jul vid snöig port (Ora il Natale sta davanti al cancello innevato) (Trad.-arr. Lars O. Carlsson) - 2:32 1
6. Jag såg mamma kyssa tomten (versione in svedese di I Saw Mommy Kissing Santa Claus) (Tommie Connor, Ninita) - 2:27 2
7. När juldagsmorgon glimmar (Quando la mattina di Natale luccica) (Trad.-arr. Lars O. Carlsson) - 2:32 3

Durata complessiva: 16:32
Lato B:
1. Potpurri (Medley) 6:37
  1. Nu har vi ljus här i vårt hus (Adesso abbiamo le luci qui in casa nostra) (Trad.-arr. Lars O. Carlsson) - 0:48 2
  2. Tre små pepparkaksgubbar (Tre piccoli omini di pan di zenzero) (Alice Tegnér, Astrid Gullstrand) - 0:49 3
  3. Räven raskar över isen (Le volpi corrono sul ghiaccio) (Trad.-arr. Lars O. Carlsson) - 0:54 3
  4. Vi äro musikanter (Noi siamo musicanti) (Trad.-arr. Lars O. Carlsson) - 0:57 2
  5. Hej tomtegubbar (Ciao folletto di Babbo Natale) (Trad.-arr. Lars O. Carlsson) - 0:47 2
  6. Jungfru jungfru kär (Vergine, vergine cara) (Trad.-arr. Lars O. Carlsson) - 1:13 1
  7. Nu är det jul igen (Ora è Natale di nuovo) (Trad.-arr. Lars O. Carlsson) - 0:44 3
2. Hej, mitt vinterland (Ciao, mia terra d'inverno) (Britt Lindeborg) - 2:30 2
3. Så milt lyser stjärnan (Le stelle luccicano così miti) (Trad.-arr. Lars O. Carlsson) - 2:09 2
4. Mössens julafton (La vigilia di Natale dei topi) (Ulf Peder Olrog, Alf Prøysen) - 2:26 1
5. När det lider mot jul (Quando il Natale è a portata di mano) (Ruben Liljefors, Jeanna Oterdahl) - 2:33 1

Durata complessiva: 16:16
1: cantate da Agnetha Fältskog

2: cantate da Linda Ulvaeus

3: cantate da Linda Ulvaeus e Agnetha Fältskog

## Staff
- Agnetha Fältskog -  voce, produttrice
- Linda Ulvaeus - voce
- Michael B. Tretow - produttore, tecnico del suono
- Ola Brunkert - batteria
- Rutger Gunnarsson - basso
- Anders Glenmark - chitarra
- Åke Sundkvist - percussioni
- Lasse Westmann - chitarra
- Kjell Öhman - piano
- Coro della chiesa KOS, diretto da Gerd Hillert, arrangiamenti di Lars O. Carlsson